# Hunkpapa

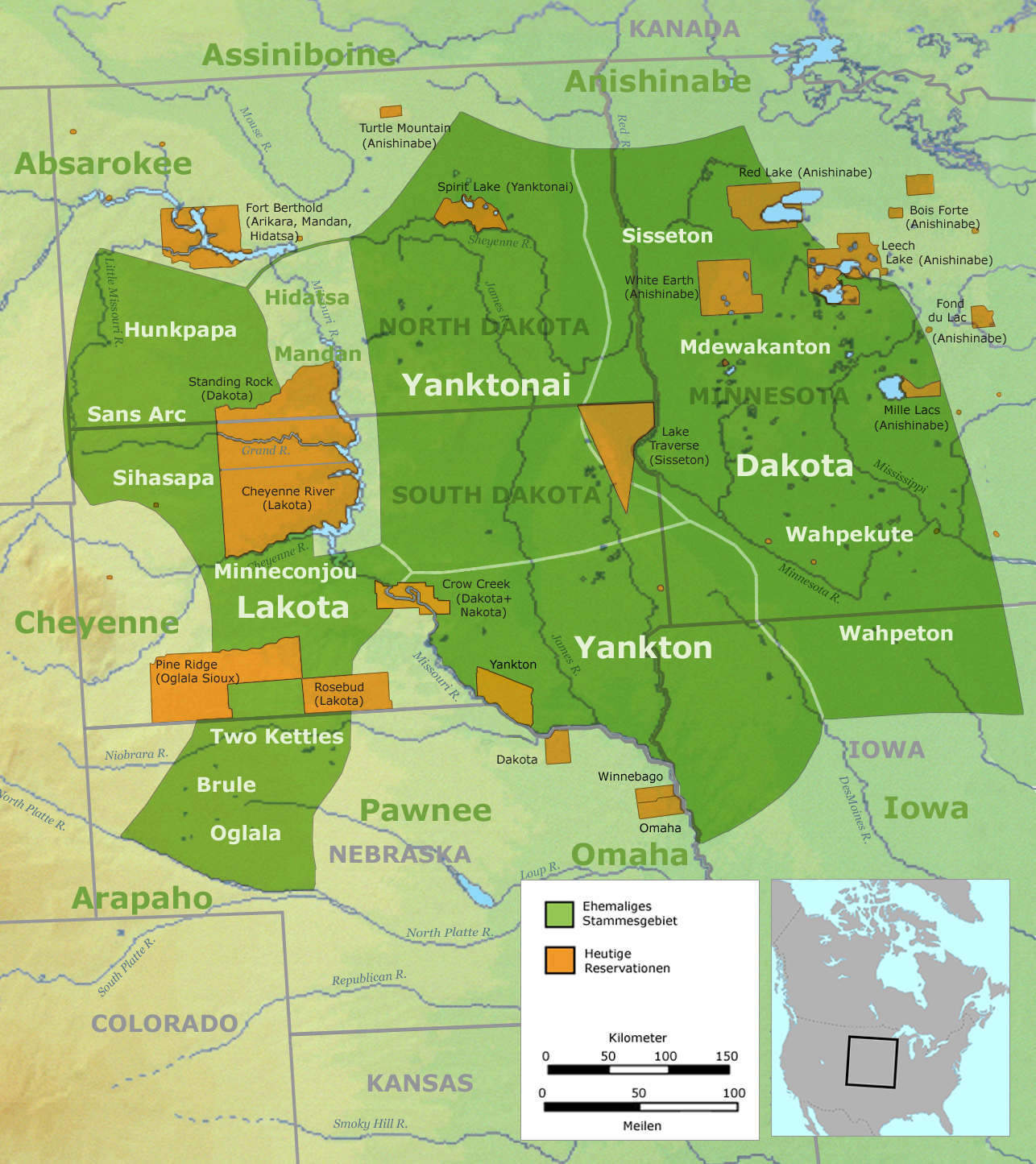

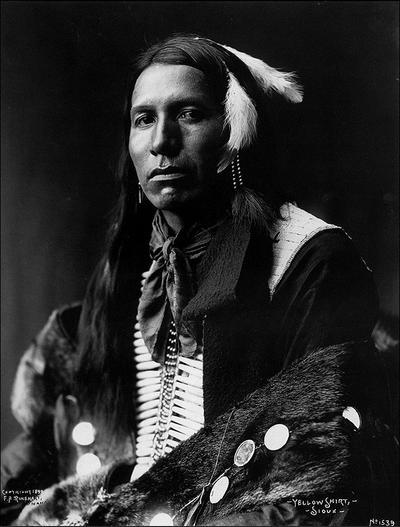
Yellow Shirt

Il termine Hunkpapa (Popolo Accampato a capo del Cerchio) indica una tribù di nativi americani facente parte del ceppo linguistico dei Lakota Sioux; dopo i più anziani He Topa (Quattro Corni) e Oni Sapa (Luna Nera), ne fu il capo più famoso il celebre Tatanka Yotanka (Toro Seduto), e con lui Iromagaja (Pioggia sulla Faccia), Kangi Yatapika (Crow King) e soprattutto Piji (Fiele), che guidarono i guerrieri alla battaglia di Little Big Horn.
Attualmente gli Hunkpapa vivono nel Dakota del Nord e nel Dakota del Sud, nella riserva Standing Rock Indian Reservation.